# Elmwood Hall
La Elmwood Hall es una antigua iglesia Presbiteriana, en University Road en Belfast, Irlanda del Norte, Reino Unido. Está situada frente a la Universidad Queen de Belfast. Fue construida entre 1860 y 1862 y es una mezcla de estilos, principalmente de estilo italiano con una aguja en la parte superior de un campanario.  Fue diseñada por John Corry, pero en realidad no se erigió hasta 1872. Algunos muebles internos han sido eliminados junto con los vitrales.